# Memòria semàntica
La memòria semàntica fa referència al coneixement general del món que els humans han acumulat al llarg de la seva vida. Aquest coneixement general (significats de les paraules, conceptes, fets i idees) està entrellaçat amb l'experiència i depèn de la cultura. Els nous conceptes s'aprenen aplicant els coneixements apresos de coses del passat.
La memòria semàntica és diferent de la memòria episòdica: la memòria d'experiències i esdeveniments específics que ocorren a la vida d'una persona i que es poden recrear en qualsevol moment. Per exemple, la memòria semàntica pot contenir informació sobre què és un gat, mentre que la memòria episòdica pot contenir un record específic d'acariciar un gat en particular.
La memòria semàntica i la memòria episòdica són dos tipus de memòria explícita (o memòria declarativa), o memòria de fets o esdeveniments que es poden recordar i "declarar" conscientment. La contrapart de la memòria declarativa o explícita és la memòria implícita (també coneguda com a memòria no declarativa).

## Història
La idea de la memòria semàntica es va introduir per primera vegada després d'una conferència el 1972 entre Endel Tulving i W. Donaldson sobre el paper de l'organització en la memòria humana. Tulving va elaborar una proposta per distingir entre la memòria episòdica i el que ell va anomenar memòria semàntica. Va estar principalment influenciat per les idees de Reiff i Scheers, que el 1959 van fer la distinció entre dues formes primàries de memòria. Una forma es titulava *recordances*, i l'altra, *memoria*. El concepte de record tractava els records que contenien experiències amb un índex autobiogràfic, mentre que el concepte de memòria tractava els records que no feien referència a experiències que tenien un índex autobiogràfic.
La memòria semàntica reflecteix el coneixement del món, i sovint s'utilitza el terme coneixement general. Conté informació genèrica que probablement s'adquireix en diversos contextos i s'utilitza en diferents situacions. Segons Madigan, al seu llibre * Memory*, la memòria semàntica és la suma de tots els coneixements que hom ha obtingut: vocabulari, comprensió de les matemàtiques o tots els fets que sap. En el seu llibre titulat Memòria episòdica i semàntica, Tulving va adoptar el terme semàntic dels lingüistes per referir-se a un sistema de memòria de "paraules i símbols verbals, els seus significats i referents, les relacions entre ells i les regles, fórmules o algoritmes per influir-hi".
L'ús de la memòria semàntica difereix de la memòria episòdica: la memòria semàntica es refereix a fets i significats generals que es comparteixen amb els altres, mentre que la memòria episòdica es refereix a experiències personals úniques i concretes. La proposta de Tulving d'aquesta distinció va ser àmpliament acceptada, principalment perquè permetia la conceptualització separada del coneixement del món. Tulving analitza les concepcions de la memòria episòdica i semàntica al seu llibre titulat Précis of Elements of Episodic Memory, en què afirma que hi ha diversos factors que diferencien la memòria episòdica i la memòria semàntica, com ara:
1. les característiques de les seves operacions,
2. el tipus d'informació que processen i
3. la seva aplicació tant al món real com al laboratori de memòria.

El 2022, els investigadors Felipe De Brigard, Sharda Umanath i Muireann Irish van argumentar que Tulving conceptualitzava la memòria semàntica com a diferent de la memòria episòdica, ja que "els records episòdics es consideraven recolzats a través de relacions espaciotemporals, mentre que la informació de la memòria semàntica es mediava a través d'associacions conceptuals basades en el significat".
Recerca recent s'ha centrat en la idea que quan les persones accedeixen al significat d'una paraula, la informació sensoriomotora que s'utilitza per percebre i actuar sobre l'objecte concret que suggereix la paraula s'activa automàticament. En la teoria de la cognició fonamentada, el significat d'una paraula en particular es basa en els sistemes sensoriomotors. Per exemple, quan es pensa en una pera, es recorda mitjançant la simulació sensoriomotora el coneixement de com agafar, mastegar, veure, sentir i gustar coses que s'utilitzen per codificar experiències episòdiques d'una pera.
Un enfocament de simulació basada en el context fa referència a reactivacions específiques del context que integren les característiques importants de l'experiència episòdica en una representació actual. Aquesta investigació ha qüestionat les visions amodals utilitzades anteriorment. El cervell codifica múltiples entrades com ara paraules i imatges per integrar i crear una idea conceptual més àmplia mitjançant vistes amodals (també conegudes com a percepció amodal). En lloc de ser representacions en sistemes específics de modalitat, les representacions de la memòria semàntica s'havien vist anteriorment com a redescripcions d'estats específics de modalitat. Algunes explicacions de dèficits semàntics específics de categoria que són amodals romanen tot i que els investigadors comencen a trobar suport per a teories en què el coneixement està lligat a regions cerebrals específiques de la modalitat. El concepte que les representacions semàntiques es fonamenten en regions cerebrals específiques de la modalitat pot ser recolzat pel fet que la memòria episòdica i semàntica semblen funcionar de maneres diferents però mútuament dependents. La distinció entre memòria semàntica i episòdica s'ha convertit en part del discurs científic més ampli. Per exemple, els investigadors especulen que la memòria semàntica captura els aspectes estables de la nostra personalitat, mentre que els episodis de malaltia poden tenir una naturalesa més episòdica.

## Models
El contingut de la memòria semàntica no està lligat a cap instància particular d'experiència, com passa en la memòria episòdica. En canvi, el que s'emmagatzema a la memòria semàntica és l'"essència" de l'experiència, una estructura abstracta que s'aplica a una àmplia varietat d'objectes experiencials i delinea les relacions categòriques i funcionals entre aquests objectes. Hi ha nombroses subteories relacionades amb la memòria semàntica que s'han desenvolupat des que Tulving va plantejar inicialment el seu argument sobre les diferències entre la memòria semàntica i l'episòdica; un exemple és la creença en jerarquies de la memòria semàntica, en què s'associen diferents informacions que s'han après amb nivells específics de coneixement relacionat. Segons aquesta teoria, els cervells són capaços d'associar informació específica amb altres idees dispars tot i no tenir records únics que corresponguin a quan es va emmagatzemar aquest coneixement en primer lloc. Aquesta teoria de jerarquies també s'ha aplicat a la memòria episòdica, com en el cas del treball de William Brewer sobre el concepte de memòria autobiogràfica.

### Models de xarxa
Les xarxes de diversos tipus tenen un paper integral en moltes teories de la memòria semàntica. En general, una xarxa està formada per un conjunt de nodes connectats per enllaços. Els nodes poden representar conceptes, paraules, característiques perceptives o res en absolut. Els enllaços poden tenir un pes que alguns siguin més forts que d'altres o, de manera equivalent, tenir una longitud tal que alguns enllaços triguin més a recórrer-los que d'altres. Totes aquestes característiques de les xarxes s'han emprat en models de memòria semàntica.

### Models de característiques
Els models de característiques consideren les categories semàntiques com a compostes de conjunts de característiques relativament no estructurats. El model semàntic de comparació de característiques descriu la memòria com a composta de llistes de característiques per a diferents conceptes. Segons aquest punt de vista, les relacions entre categories no es recuperarien directament, sinó que es calcularien indirectament. Per exemple, els subjectes poden verificar una oració comparant els conjunts de característiques que representen els seus conceptes de subjecte i predicat. Aquests models computacionals de comparació de característiques inclouen els proposats per Meyer (1970), Rips (1975), i Smith et al. (1974).

### Models associatius
El conjunt d'associacions entre una col·lecció d'elements a la memòria és equivalent als enllaços entre nodes d'una xarxa, on cada node correspon a un element únic a la memòria. De fet, les xarxes neuronals i les xarxes semàntiques es poden caracteritzar com a models associatius de la cognició. Tanmateix, les associacions sovint es representen més clarament com una matriu N × N, on N és el nombre d'elements a la memòria; cada cel·la de la matriu correspon a la força de l'associació entre l'element de la fila i l'element de la columna.

### Models estadístics
Alguns models caracteritzen l'adquisició d'informació semàntica com una forma d'inferència estadística a partir d'un conjunt d'experiències discretes, distribuïdes en diversos contextos. Tot i que aquests models difereixen en els detalls, generalment utilitzen una matriu (Ítem × Context) on cada cel·la representa el nombre de vegades que un element de la memòria ha aparegut en un context determinat. La informació semàntica s'obté mitjançant una anàlisi estadística d'aquesta matriu.

## Ubicació de la memòria semàntica al cervell
La neurociència cognitiva de la memòria semàntica és un tema controvertit amb dos punts de vista dominants.
Molts investigadors i clínics creuen que la memòria semàntica s'emmagatzema als mateixos sistemes cerebrals implicats en la memòria episòdica, és a dir, els lòbuls temporals medials, inclosa la formació hipocampal. En aquest sistema, la formació de l'hipocamp "codifica" els records, o fa possible que es formin records, i el neocòrtex emmagatzema records després que s'hagi completat el procés de codificació inicial. Recentment, s'han presentat noves proves que donen suport a una interpretació més precisa d'aquesta hipòtesi. La formació de l'hipocamp inclou, entre altres estructures: l'hipocamp en si, l'escorça entorrinal i l'escorça perirrinal. Aquests dos últims formen les escorces parahipocampals. Els amnèsics amb danys a l'hipocamp però amb una part de l'escorça parahipocampal preservada van poder demostrar un cert grau de memòria semàntica intacta malgrat una pèrdua total de memòria episòdica, cosa que suggereix fermament que la codificació de la informació que condueix a la memòria semàntica no té la seva base fisiològica a l'hipocamp.
Altres investigadors creuen que l'hipocamp només participa en la memòria episòdica i la cognició espacial, cosa que planteja la qüestió d'on es pot ubicar la memòria semàntica. Alguns creuen que la memòria semàntica viu a l'escorça temporal, mentre que altres creuen que està àmpliament distribuïda per totes les àrees del cervell.